# Christine Schuster
Christine Schuster (* 1948) ist eine deutsche Schauspielerin, Musikpädagogin und Dozentin für Schauspiel.

## Leben
Schuster studierte an der Hochschule für Film und Fernsehen in Babelsberg und war 10 Jahre am Berliner Theater des Westens als Schauspielerin engagiert. 1985 begann sie als Dozentin an der Universität der Künste Berlin, 1998 folgte ihre Tätigkeit als Dozentin an der Hochschule für Musik „Hanns Eisler“ Berlin und zuletzt als Dozentin für den Bereich Schauspiel an der Schauspielschule Charlottenburg.

## Filmografie (Auswahl)
- 1971: „Wie heiratet man einen König?“[2]
- 1972: „Trotz alledem!“[3]
- 1975: Fernsehfilm „Heckenrose“[4]
- 1981: Fernsehfilm „Gewalt gegen Kinder“[5]
- 1985: Fernsehfilm „Bettkantengeschichten“[6]
- 1985: Fernsehfilm „Leipzig“[7]